# Skrappyramid
Skrappyramid (av Svenska Spel skrivet Skrap-Pyramid) är en skraplott från spelbolaget Svenska Spel. Skrappyramid går ut på att man ska skrapa fram 25 nummer och sedan skrapa motsvarande nummer på spelplanen, som ser ut som en pyramid. Man vinner om man skrapar alla nummer på en rad. Lotten består av två spel och det är möjligt att vinna på båda spelen. Hur mycket man vinner står i pilen bredvid vinstraden. Lotten kostar 30 svenska kronor. Högsta vinsten är en miljon svenska kronor.